# Rivière (Pas de Calais)
Rivière és un municipi francès situat al departament del Pas de Calais i a la regió dels Alts de França. L'any 2007 tenia 1.124 habitants.

## Demografia

### Població
El 2007 la població de fet de Rivière era de 1.124 persones. Hi havia 440 famílies de les quals 100 eren unipersonals (36 homes vivint sols i 64 dones vivint soles), 156 parelles sense fills, 144 parelles amb fills i 40 famílies monoparentals amb fills.
La població ha evolucionat segons el següent gràfic:
Habitants censats

### Habitatges
El 2007 hi havia 494 habitatges, 452 eren l'habitatge principal de la família, 9 eren segones residències i 33 estaven desocupats. 486 eren cases i 5 eren apartaments. Dels 452 habitatges principals, 397 estaven ocupats pels seus propietaris, 48 estaven llogats i ocupats pels llogaters i 7 estaven cedits a títol gratuït; 2 tenien una cambra, 16 en tenien dues, 29 en tenien tres, 73 en tenien quatre i 332 en tenien cinc o més. 358 habitatges disposaven pel capbaix d'una plaça de pàrquing. A 182 habitatges hi havia un automòbil i a 226 n'hi havia dos o més.

### Piràmide de població
La piràmide de població per edats i sexe el 2009 era:
| Homes | Edats   | Dones |
| ----- | ------- | ----- |
| 0     | 95 o +  | 0     |
| 0     | 90 a 94 | 0     |
| 12    | 85 a 89 | 8     |
| 8     | 80 a 84 | 16    |
| 20    | 75 a 79 | 32    |
| 32    | 70 a 74 | 28    |
| 20    | 65 a 69 | 16    |
| 20    | 60 a 64 | 24    |
| 24    | 55 a 59 | 32    |
| 60    | 50 a 54 | 36    |
| 32    | 45 a 49 | 72    |
| 68    | 40 a 44 | 40    |
| 36    | 35 a 39 | 52    |
| 20    | 30 a 34 | 32    |
| 16    | 25 a 29 | 8     |
| 44    | 20 a 24 | 16    |
| 68    | 15 a 19 | 40    |
| 56    | 10 a 14 | 36    |
| 8     | 5 a 9   | 28    |
| 24    | 0 a 4   | 20    |

## Economia
El 2007 la població en edat de treballar era de 732 persones, 521 eren actives i 211 eren inactives. De les 521 persones actives 503 estaven ocupades (259 homes i 244 dones) i 18 estaven aturades (8 homes i 10 dones). De les 211 persones inactives 88 estaven jubilades, 83 estaven estudiant i 40 estaven classificades com a «altres inactius».

### Ingressos
El 2009 a Rivière hi havia 455 unitats fiscals que integraven 1.166,5 persones, la mediana anual d'ingressos fiscals per persona era de 20.420 €.

### Activitats econòmiques
Dels 40 establiments que hi havia el 2007, 1 era d'una empresa alimentària, 1 d'una empresa de fabricació d'altres productes industrials, 10 d'empreses de construcció, 8 d'empreses de comerç i reparació d'automòbils, 2 d'empreses de transport, 1 d'una empresa d'informació i comunicació, 1 d'una empresa financera, 7 d'empreses de serveis, 8 d'entitats de l'administració pública i 1 d'una empresa classificada com a «altres activitats de serveis».
Dels 11 establiments de servei als particulars que hi havia el 2009, 1 era una oficina de correu, 1 taller de reparació d'automòbils i de material agrícola, 4 paletes, 1 guixaire pintor, 1 fusteria, 2 lampisteries i 1 electricista.
Dels 6 establiments comercials que hi havia el 2009, 1 era una gran superfície de material de bricolatge, 1 una botiga de menys de 120 m², 1 una fleca, 2 botigues d'electrodomèstics i 1 una botiga de material de revestiment de parets i terra.
L'any 2000 a Rivière hi havia 10 explotacions agrícoles que ocupaven un total de 696 hectàrees.

## Equipaments sanitaris i escolars
L'únic equipament sanitari que hi havia el 2009 era una ambulància.
El 2009 hi havia una escola elemental.

## Poblacions més properes
El següent diagrama mostra les poblacions més properes.